# روني بوريدغ
روني بوريدغ (بالإنجليزية: Ronnie Burrage)‏ هو عازف جاز أمريكي، ولد في 19 أكتوبر 1959 في سانت لويس في الولايات المتحدة.

## وصلات خارجية
- روني بوريدغ على موقع ميوزك برينز (الإنجليزية)
- روني بوريدغ على موقع أول ميوزيك (الإنجليزية)
- روني بوريدغ على موقع ديسكوغز (الإنجليزية)